# 对岩镇
对岩镇，是中华人民共和国四川省雅安市雨城区曾经下辖的一个镇。2019年12月，撤销对岩镇，将原对岩镇对岩村、坎坡村、彭家村、葫芦村、陇阳村、殷家村所属区域划归多营镇管辖，将原对岩镇龙岗村、顺渡村、青元村所属行政区域划归西城街道管辖。原对岩镇青江村所属行政区域划归东城街道管辖。

## 行政区划
对岩镇撤销前下辖以下地区：
对岩村、坎坡村、彭家村、殷家村、葫芦村、陇阳村、龙岗村、顺渡村、青江村、青元村和城后村。